# Roczniki Filozoficzne
Roczniki Filozoficzne (Annales de Philosophie, Annals of Philosophy) – jedno z najstarszych pism filozoficznych w Polsce wydawane na Wydziale Filozofii Katolickiego Uniwersytetu Lubelskiego Jana Pawła II w Lublinie nieprzerwanie od 1948 roku. W latach 2004–2011, wraz ze zmianą Rady Naukowej, Roczniki Filozoficzne ukazywały się w trybie półrocznym. Obecnie, w związku z dostosowywaniem się do nowych standardów oceny czasopism, publikowane są cztery numery rocznie, co oznacza, że pismo stanie się de facto kwartalnikiem. Roczniki Filozoficzne posiadają międzynarodową Radę Naukową.
Od 2016 r. Roczniki Filozoficzne dostępne są bezpłatnie w wersji elektronicznej online.

## Idea czasopisma
Czasopismo powstało z inicjatywy ks. J. Pastuszki. Oddaje ono modyfikowany nieco profil filozoficzny i ideowy lubelskiej szkoły filozofii klasycznej. Początkowo, zgodnie z koncepcją Wydziału Filozofii KUL, pismo nawiązywało do idei filozofii chrześcijańskiej, już jednak od lat 50. XX w. programowo zwracało uwagę na niebezpieczeństwo nieuprawnionego metodologicznie wiązania filozofii z wiarą, broniąc racjonalnego (naukowego) charakteru filozofii, m.in. wobec presji państwowej filozofii marksistowskiej, zideologizowanej, ale posługującej się wyróżnikiem „naukowości". W piśmie dbano o prezentację maksymalistycznie pojętej filozofii klasycznej, autonomicznej wobec nauk szczegółowych, a więc w duchu neotomizmu, choć nierzadko ukazując filozofię uprawianą w kontekście nauk szczegółowych. Obecnie programowo ukazywane jest krytycznie bogactwo współczesnych sposobów filozofowania. W czasopiśmie publikowano artykuły przedstawicieli różnych polskich środowisk filozoficznych, ale także zamieszczano przekłady i omówienia dokonań zagranicznych. Obecnie w coraz większym stopniu prezentowane są anglojęzyczne artykuły autorów spoza Polski, niekiedy nawet w formie monograficznych numerów wydawanych w całości w języku angielskim, np. t. 63(2015), z. 3 zawiera debatę wokół książki Alexandra R. Prussa (Baylor University, Stany Zjednoczone), One Body. An Essay in Christian Sexual Ethics, a t. 64(2016), z. 4 poświęcony jest filozofii religii.
Wydano także numery specjalne czasopisma, poświęcone upamiętnieniu środowiska lubelskiego i najwybitniejszych przedstawicieli filozofii uprawianej na KUL: t. 16(1968), z. 1 księga pamiątkowa ku czci S. Swieżawskiego, t. 17(1969), z. 4 – księga pamiątkowa ku czci ks. Pastuszki, t.19(1971), z. 4 księga pamiątkowa ku czci M. Grzywak-Kaczyńskiej, t. 39/ 40(1991/92), z. 3 — księga pamiątkowa ku czci ks. F. Jakóbczyka, t. 45(1997), nr 4 – księga pamiątkowa ku czci Z. Płużek, t. 46(1998), z. 3 – wydanie z okazji 40-lecia Filozofii Przyrody na KUL, t. 47(1999), z. 2 – księga pamiątkowa ku czci s. Z.J. Zdybickiej, t. 52(2004), z. 1 – księga pamiątkowa ku czci H. Piersy, t. 52(2004), z. 2 – księga pamiątkowa ku czci ks. J. Herbuta,v, t. 56(2008), z. 2 – księga pamiątkowa ku czci E.I. Zielińskiego, t. 58(2010), z. 1 – księga pamiątkowa ku czci M. Ciszewskiego, t. 59(2011), z. 2 – pamięci ks. J. Turka, t. 60(2012), z. 4 – pamięci abp. J. Życińskiego.

## Rada naukowa
Obecnie czasopismo ma międzynarodową Radę Naukową, złożoną niemal w połowie z zagranicznych badaczy, m.in.: Susan Haack (University of Miami), Vittorio Possenti (Universita di Venezia), Peter Simons (Trinity College, Dublin), Barry Smith (State University of New York, Buffalo), Richard Swinburne (University of Oxford), oraz Redakcję, w skład której wchodzi Linda Trinkaus Zagzebski (University of Oklahoma) jako zastępca redaktora naczelnego oraz James Barham (University of Notre Dame) jako redaktor językowy.
Okładkę czasopisma w obecnej postaci zaprojektował Benedykt Tofil.

## Komitet redakcyjny
- Jacek Rafał Wojtysiak - Redaktor Naczelny
- Linda Trinkaus Zagzebski - Zastępca Redaktora Naczelnego
- Barbara Chyrowicz - Etyka I Filozofia Polityczna
- Paweł Gondek - Antropologia Filozoficzna, Filozofia Kultury, Estetyka
- Paweł Garbacz - Logika I Metodologia Nauk
- Przemysław Gut - Historia Filozofii
- Marek Piwowarczyk - Metafizyka, Teoria Poznania, Filozofia Religii
- Zbigniew WróblewskI - Filozofia Przyrody
- Marcin Iwanicki  - Redaktor do Spraw Współpracy Międzynarodowej
- Natalia Gondek - Sekretarz Redakcji
- Marcin Ferdynus (Redaktor Techniczny)
- James Barham - Redaktor Językowy - Język angielski
- Artur Mamcarz-Plisiecki - Redaktor Językowy - Język polski
- Andrzej Zykubek - Redaktor Statystyczny

## Open Access
Od 2006 r. czasopismo publikowane jest także w formie Open Access, pozwalając na szeroki dostęp do artykułów i gwarantując obecność polskiej myśli filozoficznej w obiegu międzynarodowym, także poprzez zamieszczenie bieżących i archiwalnych numerów w prestiżowych pełnotekstowych bazach czasopism (JSTOR, EBSCO, Philosophy Documentation Center). Od 2016 r. czasopismo indeksowane jest w bazie Scopus (Elsevier).
Zdigitalizowane numery czasopisma (w tym archiwalne) znajdą się w Bibliotece Cyfrowej KUL. 